# Maison forte du Plessis
La maison forte du Plessis est une maison forte située à Juigné-sur-Loire, en France.

## Localisation
La maison forte est située dans le département français de Maine-et-Loire, sur la commune de Juigné-sur-Loire.

## Historique
L'édifice est inscrit au titre des monuments historiques en 2001.